# La Saletta (Zahradníček)
La Saletta – poemat czeskiego poety katolickiego Jana Zahradníčka, opublikowany pośmiertnie w 1990 w tomie Rouška Veroničina. La Saletta. Znamení moci. Utwór jest napisany wierszem wolnym.